# Larry Burrows
Larry Burrows (29 mai 1926, Londres - 10 février 1971 au Laos) est un photographe anglais connu principalement pour ses photos de la guerre du Viêt Nam.

## Biographie
Larry Burrows commence sa carrière dans le département artistique du Daily Express en 1942 à Londres. Il apprend la photographie et travaille dans les chambres noires de l'agence de photographie Keystone et de Life Magazine.
Tout d'abord reporter du magazine Life (à cause de son jeune âge, il lui est refusé d'aller couvrir la guerre de Corée en 1950), Burrows se voit confier en 1956 un reportage sur l'Opération Mousquetaire, qui se déroule sur le Canal de Suez et est lancée conjointement par le Royaume-Uni, la France et Israël. Il part ensuite au Congo en 1960 lors de la lutte indépendantiste.
Burrows devient photographe à partir de 1962 et couvre la guerre du Viêt Nam de 1962 jusqu'à son décès en 1971 : il meurt avec ses collègues journalistes Henri Huet, Kent Potter et Keizaburo Shimamoto, lorsque leur hélicoptère est abattu au-dessus du Laos durant l'opération Lam Son 719. 
Pour ses prises de vues, Larry Burrows utilisait habituellement deux boîtiers Leica M3 et deux Nikon F.

## One Ride with Yankee Papa 13
Un de ses plus célèbres reportages est  One Ride with Yankee Papa 13 paru dans LIFE le 16 avril 1965 ; la couverture (en noir et blanc) est titrée  « With A Brave Crew in a Deadly Fight » (« Avec un équipage courageux dans un combat mortel »), et le reportage prend place pp. 24-35, publiant la suite de photographies décrivant la mort du copilote, James Magel, de l'hélicoptère de combat immatriculé YP3, touché par des tirs ennemis, que l'équipage du YP13 dans lequel est embarqué Larry Burrows tente de sauver après l'avoir extrait, ainsi que son pilote blessé, de son hélicoptère.

## Prix et récompenses
- Prix Robert Capa Gold Medal, 1963, 1965 et 1971
- Prix Nadar, 2002